# Takashi Uemura
Takashi Uemura (jap. 上村 崇士 Uemura Takashi; ur. 2 grudnia 1973) – japoński piłkarz występujący na pozycji napastnika.

## Kariera klubowa
Od 1992 do 2002 roku występował w klubach Yokohama Flügels, Vissel Kobe, Sagan Tosu, Kawasaki Frontale, Cerezo Osaka i JEF United Ichihara.